# Sven Andersson i Plöninge
Sven Andersson (i riksdagen kallad Andersson i Plöninge), född 1 maj 1831 i Väsby församling, Malmöhus län, död där 25 december 1897, var en svensk hemmansägare och riksdagsman. Andersson var hemmansägare i Plöninge i Väsby socken. Han var även politiker och ledamot av riksdagens andra kammare.